# Chichicaste grandis
Chichicaste grandis là một loài thực vật có hoa trong họ Loasaceae. Loài này được (Standl.) Weigend mô tả khoa học đầu tiên năm 2006.